# Kuc amerykański-Americas

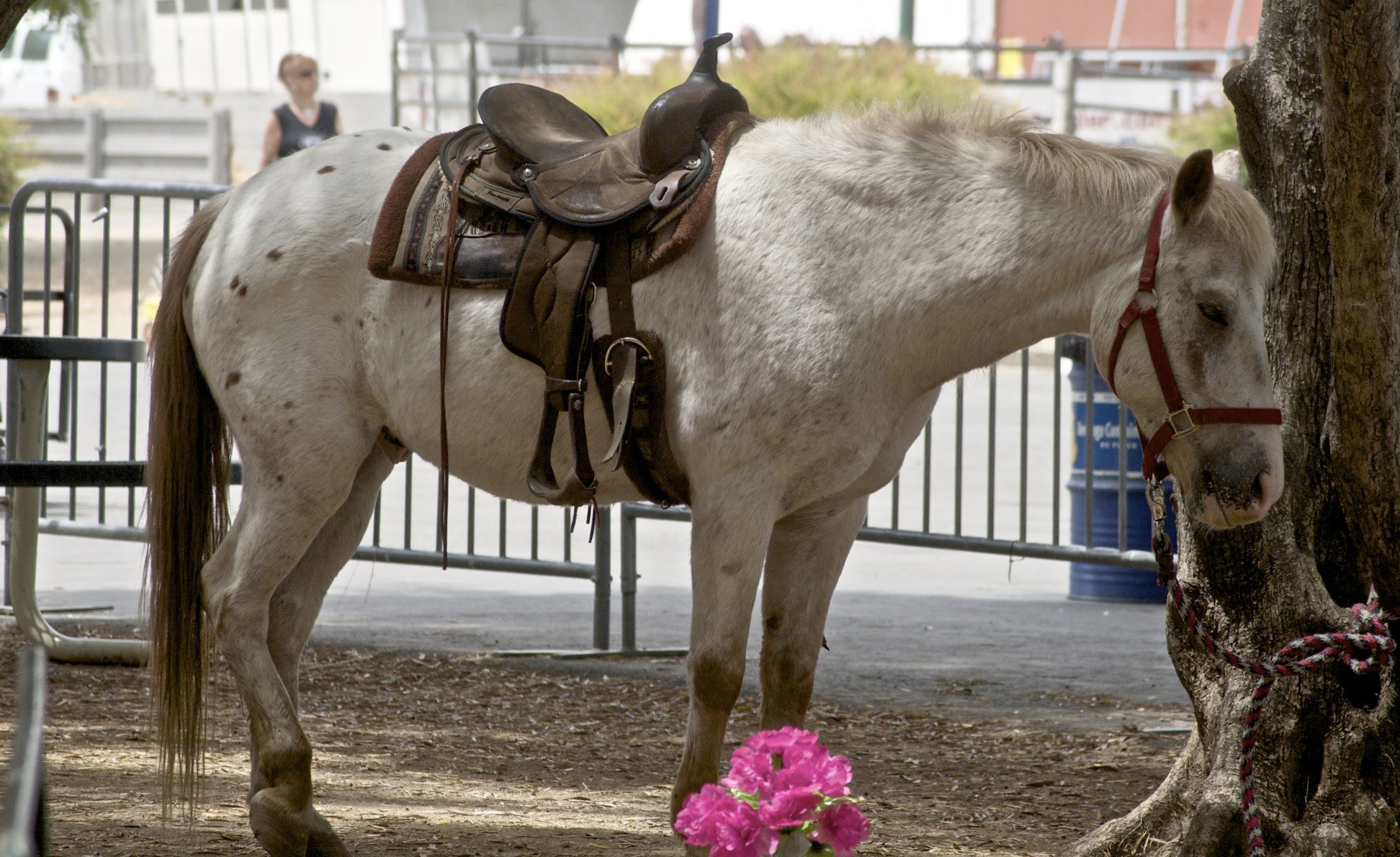
Kuc amerykański - Americas, POA

Kuc amerykański - Americas, Pony of the Americas, POA, pony amerykański
Jest to jedna z najmłodszych ras na świecie.

## Historia, pochodzenie
Wyhodowany został w Mason City (stan Iowa, USA) w 1957 r.

## Charakterystyka,pokrój,eksterier,temperament
Kuc ten przypomina zmniejszonego konia appaloosa. Głowa o wklęsłym profilu, dużych oczach, małych, szpiczastych uszach. Ogon jest dosyć wysoko osadzony, podobnie jak grzywa bujniejszy niż u typowych appaloosa. Ma od 112 - 135 cm w kłębie, maść appaloosa (jeden z sześciu typów). Mimo pozorów są one bardzo silne.

## Użytkowość
Kuc używany szczególnie przez dzieci, ze względu na przyjemne dla jeźdźca chody. Często biorą udział w zawodach juniorów. Wykazują predyspozycje do wyścigów, skoków, krosu (WKKW).